# Foxconn
Hon Hai Precision Industry Co., Ltd. (Kinesisk:鴻海精密工業股份有限公司) (kendt og børsnoteret som Foxconn) (Kinesisk:富士康科技集團|s=富士康科技集团) (TWSE: 2317 HKEX: 2038LSE: HHPD
) er en multinational elektronik-fremstillingsvirksomhed med hovedsæde i Tucheng, New Taipei (Taipei), Taiwan. Det er verdens største fabrikant af elektroniske komponenter inklusiv printplader. Med over 611.000 (2011) ansatte er det desuden verdens tredjestørste privatejede arbejdsgiver efter Walmart og G4S. I 2010 var omsætningen på 336 mia. DKR. Foxconn er børsnoteret på Taiwan Stock Exchange, Hong Kong Stock Exchange, NASDAQ og London Stock Exchange.
Foxconns kunder inkluderer amerikanske, europæiske og japanske virksomheder. Notable produkter der fabrikeres af virksomheden omfatter Amazon Kindle, iPad, iPhone, PlayStation 3, Wii og Xbox 360. Foxconn er den største eksportør i Storkina og den andenstørste eksportør i Tjekkiet.
Foxconn har været involveret i adskillige kontroverser i forhold til, hvordan virksomheden behandler sine ansatte på sine fabrikker i Kina.

## Historie
Hon Hai Precision Industry Co., Ltd. er etableret i 1974 som en fabrikant af elektriske komponenter, bl.a. til computere. Foxconn opstod som et handelsnavn for Hon Hai, senere blev det et datterselskab i Hon Hai-koncernen.
Hon Hais første fabrik i Fastlandskina åbnede i Longhua, Shenzhen, i 1988.

## Aktiviteter
Foxconn har i dag fabrikker i Asien, Europa og Sydamerika, som samlet fabrikerer omkring 40 % af hele verdens forbrugerelektronikprodukter.

### Kina
Foxconn har 13 fabrikker i 9 kinesiske byer, mere end i noget andet land.
Foxconns største fabrik på verdensplan er Longhua, Shenzhen, hvor i hundredtusindvis arbejder (antallet varier, men fra 230.000 – 300.000 – 450.000, alt efter kilden) er beskæftigede i Longhua Science & Technology Park, et campusbyggeri der sommetider referes til som "Foxconn City" eller "iPod City". dækker omkring 3 km2), den inkluderer 15 fabrikker, sovesale til arbejderne, en swimming pool, et brandvæsen, sit eget tv-netværk (Foxconn TV), og en en bymidte med supermarkeder, bank, restaurenter, boghandler og hospital. Mens nogle arbejdere bor i de omkringliggende byer så bor og arbejder andre inde i campus-komplekset.; Omkring en fjerdedel af de ansatte bor på sovesalene og mange af dem arbejder 12 timer om dagen 6 dage om ugen, for under 100 DKK dagligt.
Der planlægges nye fabrikker i Chengdu i Sichuanprovinsen, Wuhan i Hubeiprovinsen og Zhengzhou i Henanprovinsen.

### Europa
Foxconn har fabrikker i Slovakiet og Tjekkiet.

### Indien
Foxconn har aktiviteter i Chennai, Tamil Nadu.

### Mexico
Foxconn har en fabrik i San Jerónimo, Chihuahua som samler computere, og to fabrikker i Ciudad Juárez en tidligere Motorolafabrik der fabrikerer mobiltelefoner, og en set-top boksfabrik der er overtaget af Cisco Systems. LCD-fjernsyn fremstilles også i Mexico af Foxconn.

### Brasilien
Alle eksisterende og planlagte faciliteter i Sydamerika findes i Brasilien. Foxconn har mobiltelefon-fabrikker i Manaus og Indaiatuba og fabrikations-faciliteter i Jundiai, Sorocaba og Santa Rita do Sapucaí. Virksomheden planlægger flere investeringer i Brasilien.

## Væsentlige kunder
Foxconn fabrikerer produkter for bl.a. følgende virksomheder:
(Hovedsædets beliggenhed i parentes)
- Acer Inc. (Taiwan) [23]
- Amazon.com (USA)[24]
- Apple Inc. (USA)[25]
- ASRock (Taiwan)[kilde mangler]
- Asus (Taiwan)[kilde mangler]
- Barnes & Noble (USA)[kilde mangler]
- Cisco (USA)[26]
- Dell (USA) [27]
- EVGA Corporation (USA)
- Hewlett-Packard (USA)[28]
- Intel (USA)[29]
- IBM (USA)[kilde mangler]
- Lenovo (Kina)[kilde mangler]
- Microsoft (USA)[30]
- MSI (Taiwan)[kilde mangler]
- Motorola (USA)[27]
- Netgear (USA)[kilde mangler]
- Nintendo (Japan) [31]
- Nokia (Finland)[25]
- Panasonic (Japan) [kilde mangler]
- Samsung (Sydkorea)[32]
- Sharp (Japan)[kilde mangler]
- Sony (Japan) [33]
- Sony Ericsson (Japan/Sverige)[34]
- Vizio (USA)[35]